# Herbert Meneweger
Herbert Meneweger (* 24. Februar 1963) ist ein österreichischer Extrem-Ausdauer-Radrennfahrer, Vortragender und Autor. 

## Leben
Der hauptberufliche Produktmanager betätigte sich während seines Geologie-Studiums als Amateur-Radrennfahrer in Österreich. Mit seinem Einstieg ins Berufsleben widmete er sich nebenbei im sportlichen Bereich dem Extrem-Ausdauer-Radrennsport (u. a. Race Across America) und war Teilnehmer am Marathon des Sables (243-km-Lauf in der Sahara).
Sein erstes Buch „Race Across America ...und bewege ich mich, so komme ich weiter…“ erschien 1999. Im selben Jahr brachte er den Film „Race Across America. Vom Traum zum Erfolg“, und 2000 den Film „Race Across America. Siegen ohne Gewinnen zu Müssen“ heraus.
Menewegers zweites Buch „Marathon Des Sables. Die Grenze ist, wo die Vorstellungskraft endet“ beschäftigt sich mit dem Wüstenlauf in der Sahara Marokkos.

## Sportliche Erfolge
Rad:
- 1. Platz Europa-Qualifikation für Race Across America 1990 (900 km)
- Race Across America: rund 5.000 km in neun Tagen und sechs Stunden 1999
- Vize-Weltmeister Ultra-Marathon-Cycling-Ass (UMCA) in Iowa und mit dieser Kilometerleistung österreichischer Rekordhalter über 24 Stunden von 9/2000 bis 4/2015: 778 km
- Europa-Rekordhalter 24 Stunden indoor 775 km (UMCA geprüft) 4/2000 bis 10/2017
- 3. Platz Race across the Alps 2001
- 1. Platz Silberreiher-Trophy und mit dieser Kilometerleistung österreichischer Rekordhalter über 24 Stunden drafting*: 946 km, Bestand seit 6/2001 (* drafting: innerhalb eines Rennens mit der Möglichkeit des Windschattenfahrens mit anderen Teilnehmern)
- 1. Platz Race Around Slovenia Klasse >50 mit Rekordgeschwindigkeit, Bestand 5/2013 bis 5/2017
- Rekordhalter TransAustria Süd-Nord Solo Overall (UMCA geprüft), Bestand seit 4/2016
- 2. Platz TorTour - Race Around Switzerland 2015 Klasse >50

Lauf:
- 13. Platz Königsetappe über 84 km innerhalb des Marathon des Sables 2003 (Gesamt nach 6 Etappen 28. Platz)
- Graubünden-Marathon 2003 (42,195 km mit rund 2.700 Höhenmeter)
- 1. Platz Lanzarote-Marathon 1990 Klasse <30

Triathlon:
- Ironman Klagenfurt 2002

## Bücher
- Race Across America ...und bewege ich mich, so komme ich weiter… Colorama (mittlerweile im Eigenverlag), 1999, ISBN 3-901988-02-5.
- Marathon Des Sables. Die Grenze ist, wo die Vorstellungskraft endet. Eigenverlag, 2003, ISBN 3-200-00037-6.

## Filme
- Race Across America. Vom Traum zum Erfolg. 1999
- Race Across America. Gewinnen ohne Siegen zu Müssen. 2000
- TorTour - Race Around Switzerland. 2015
- Rekord TransAustria Süd-Nord. 2016